# Rutka
El Rutka - (rus) Рутка - és un riu de Rússia, un afluent del Volga.
Té una llargària de 153 km i la seva conca ocupa una superfície de 1.950 km². Té un cabal mitjà de 7,32 m³/sa 51 km de la seva desembocadura. El Rutka neix a uns 80 km al nord-oest de Ioixkar-Olà, a l'óblast de Nijni Nóvgorod, prop dels límits d'aquesta província amb la de Kírov i la República de Marí El. Pren direcció sud i sud-oest, travessant paisatges agrícoles. Entra a Marí-El, en passar el poble de Stàraia Rutka, s'endinsa a la depressió de Marí i desemboca a l'embassament de Txeboksari del Volga, davant de Kozmodemiansk.